# Unholy Confessions
«Unholy Confessions» es una canción escrita por Avenged Sevenfold. Es la segunda canción del disco Waking the Fallen y una de sus temas más populares. Waking the Fallen fue lanzado el 23 de agosto de 2003. La canción puede ser interpretada como el comienzo de una relación, o un himno de un héroe o heroína que derrota a su enemigo, o como el final de una relación.

## Vídeo musical
Unholy Confessions fue lanzado como una especie de vídeo en vivo de un concierto de A7X pero con la canción original del disco. Cuando la banda firmó con Warner Bros. en 2004, decidieron lanzar el vídeo para la publicidad del nuevo disco City of Evil.
El vídeo muestra a la banda en diversos conciertos, así como a algunos de sus fanes tocando canciones en guitarra o en piano. También muestran su logo llamado "DeathBat" y tatuajes de A7X de sus fanes. A su vez, aparecen algunas partes de vídeos de fanes repartiendo stickers de A7X en toda la ciudad.
Una nueva versión del video, llamado Unholy Confessions (In Memoriam), se había dado a la luz en YouTube el 11 de mayo de 2011, en la información del video dice que "es el video original de la canción" y al final muestra que el video es en memoria de Jimmy Sullivan (The Rev), el video original salió 9 años después de su origen.
- Datos: Q4356505